# Rachid Nini
Rachid Nini o Niny (Ben Slimane, 16 de octubre de 1970) es un escritor y periodista marroquí.
Licenciado en Filología árabe por la Universidad de Casablanca, se estableció en España como residente ilegal cuando viajó para asistir a un congreso académico en Canarias en 1997. Su situación le llevó a trabajar en los campos almerienses y en la zona levantina en diversos oficios. Sus experiencias en esos años las describió en su obra autobiográfica Diario de un ilegal (2002). En 2000 regresó a Marruecos donde trabajó como periodista en la televisión pública y después fundó en 2006 el diario Al Massae, del que es director. Con ocasión del Movimiento 20 de Febrero en las revueltas de Marruecos de 2011, Nini pidió la abolición de la ley antiterrorista marroquí de 2003, situándose en contra de las condenas de diversos activistas islamistas y pidió el cierre de la prisión secreta de Temara por los abusos que consideraba se realizaban allí. Sus críticas alcanzaron a la policía secreta, de la que exigió su control por el parlamento.
Fue detenido por la policía marroquí en abril y condenado en junio a un año de prisión por "publicar informaciones sobre actos criminales no demostrados", "menoscabar una decisión judicial" e "intentar influir en la judicatura". La condena fue ratificada en octubre de 2011 por un tribunal de apelación de Casablanca. Fue puesto en libertad el 28 de abril de 2012 al cumplir el año de condena. Durante el tiempo que permaneció detenido, Amnistía Internacional lo consideró un preso de conciencia.